# Зикри Ардебили
Зикри Ардебили (азерб. Zikri Ərdəbili; род. 1790, Ардебиль, Ардебильское ханство) — азербайджанский поэт XIX века.

## Биография
Зикри Ардебили родился в Ардебиле в 1790 году. Его настоящее имя Ибрагим, а его отца звали Хасан. Он научился искусству поэзии у поэта Фикри.

## Творчество
В стихах лирика Зикри сильны социальные мотивы и прославление патриотизма и чистой любви. Ряд его газелей читали певцы на разных мероприятиях. Сеид Азим Ширвани во время визита в Ардебиль приобрёл одну газель поэта. Зикри прожил тяжелую жизнь, которую отразил в своих стихотворениях. 